# Huis Braem - Severin
Huis Braem - Severin is de atelierwoning en later museum ontworpen door architect Renaat Braem. 

## Toelichting

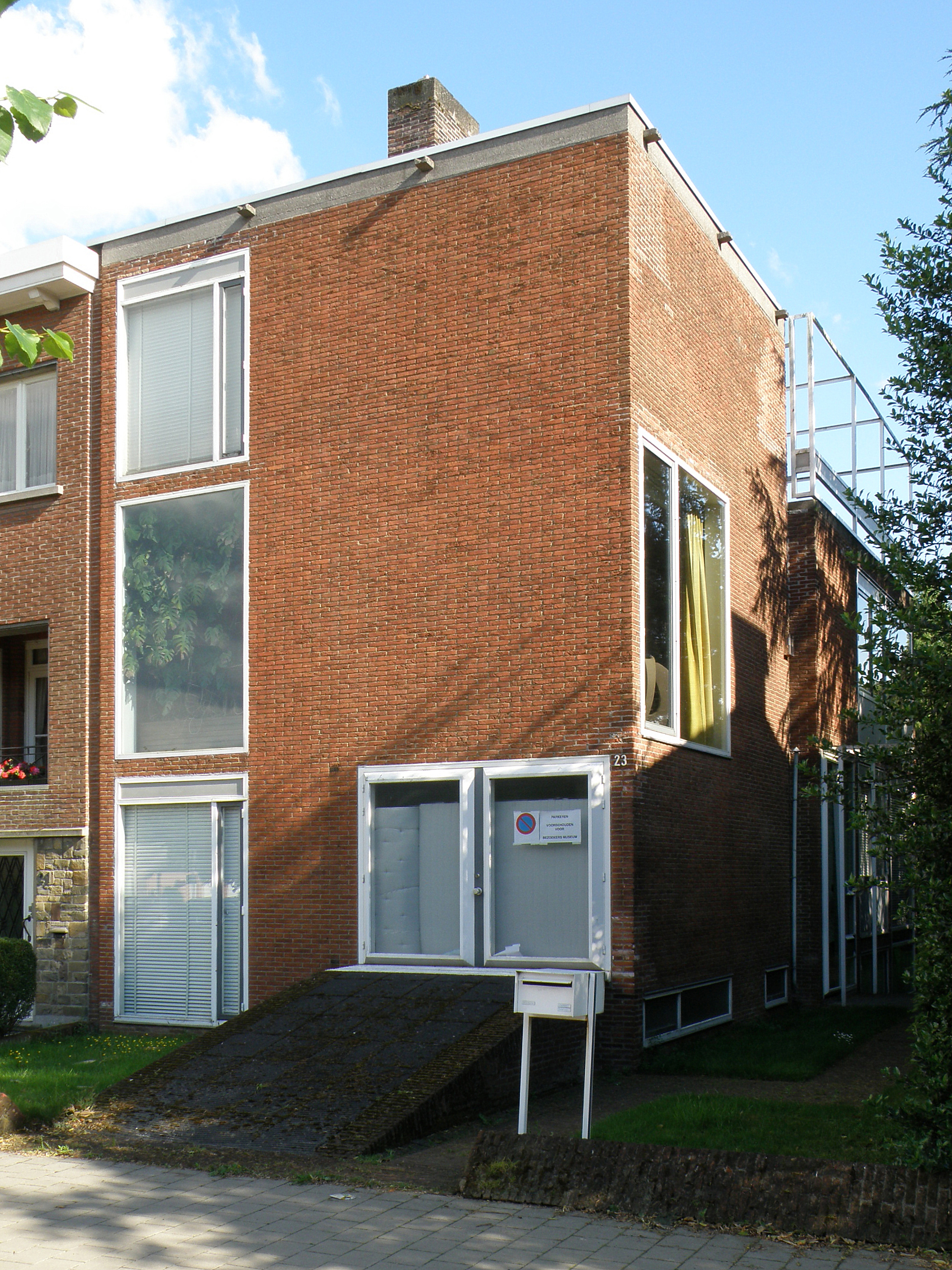
Huis Braem - Severin

Dit gebouw was zijn eigen verblijfswoning van de afwerking in 1958 tot 1997. Op 3 april 1995 werd de woning beschermd als onroerend erfgoed.
De woning "Het Schoonste land ter wereld" is gebouwd van 1957 tot 1958, en bevindt zich in de Menegemlei te Deurne (Antwerpen). In april 1999 besloot Braem wegens gezondheidsproblemen de woning te schenken aan de Vlaamse Gemeenschap. Van 2000 tot 2002 werd het huis gerenoveerd onder leiding van de architecten Walter Slock en Willem Hulstaert. Sinds 2003 is de woning een huismuseum geworden. Heel het interieur, het architectuurarchief, maar ook persoonlijke briefuitwisselingen en foto’s zijn daar te bezichtigen.

## Kenmerken
Braem is het huis beginnen ontwerpen in 1955. De bouw is begonnen in 1957 en duurde tot januari 1958. Het is een bijzonder voorbeeld van naoorlogse residentiële architectuur. De woning is sober en strak uitgewerkt, het is een halfopen bebouwing.
Bij het ontwerp hield Braem rekening met geometrische schema’s en de verhoudingen die ook in de natuur voorkomen zoals de gulden snede. Het ontwerp is een uiting van zijn rationele levensstijl. Er zijn geen donkere hoeken in de woning, het buitenlicht wordt overal toegelaten. De bedoeling was om te bouwen naar de natuur, waarbij het ontwerp van de woning en het uitzonderlijke karakter van het interieur één geheel vormt.